# Halauiet al schbn

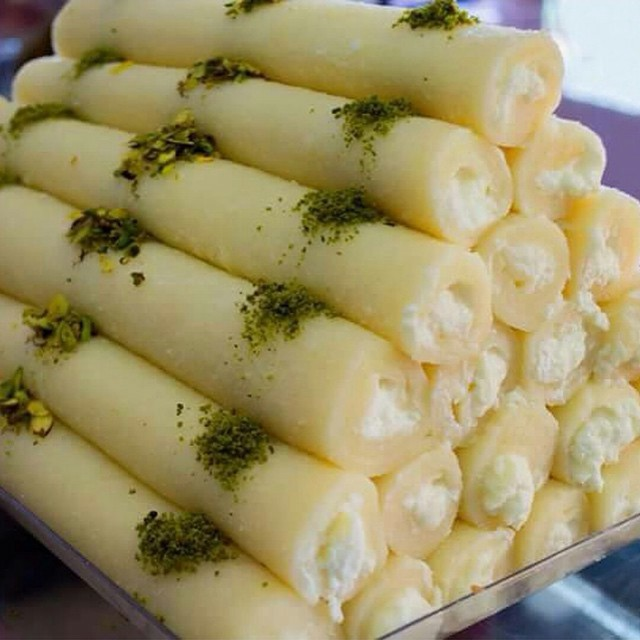
Halauiet al schbn

Halauiet al schbn oder Halawet el Jibn (arabisch حلاوة الجبن, DMG Ḥalāwat al-ǧubn) ist eine syrische Nachspeise und Süßspeise. Bis heute ist es ungenau, ob das Dessert ursprünglich aus der Stadt Hama oder Homs stammt. Syrische Flüchtlinge verbreiteten die Speise in die Türkei und andere Länder. Sowohl im Rezept als auch im Namen ist dieses Gericht mit dem ebenso in der arabischen Welt verbreiteten Süßgebäck Halva verwandt. 

## Herstellung
Der Teig besteht aus entsalzenem Akkawi oder zu Zöpfen geflochtenem, elastischem Käse (Mujaddal) als Hauptzutat, alternativ wird auch Mozzarella verwendet. Bei der Zubereitung im Haushalt wird der Käse geschmolzen, mit Zucker oder Sirup, Grieß, Zitronensaft und evtl. Rosenwasser oder Orangenblütenwasser kräftig gerührt, bis die Mischung sich leicht von der Wand des Behälters löst. Die Masse wird auf einer mit Sirup benetzten Fläche 3–4 Millimeter dünn ausgerollt und abkühlen gelassen. Anschließend werden Rechtecke von 3,75 mal 5 Zentimeter ausgeschnitten, zusammengerollt, mit Kashta (einer Art dickem Rahm) bestrichen und mit gehackten Pistazienkernen bestreut. Alternativ kann auch die ausgerollte Masse mit dem Rahm bestrichen und dann aufgerollt und zerteilt werden, so dass der Rahm als Füllung dient.